# Robert Wayne Thomason
Robert Wayne Thomason (Tulsa, 5 de novembro de 1952 – Paris, novembro de 1995) foi um matemático estadunidense, que trabalhou com K-teoria algébrica.
Obteve um Ph.D. na Universidade de Princeton em 1977, orientado por John Coleman Moore. De 1977 a 1979 foi C.L.E. Moore instructor no  Instituto de Tecnologia de Massachusetts, e de 1979 a 1982 foi professor da Universidade de Chicago.

## Publicações
- May, J. Peter; Thomason, R. (1978), «The uniqueness of infinite loop space machines», Topology. An International Journal of Mathematics, ISSN 0040-9383, 17 (3): 205–224, MR 508885, doi:10.1016/0040-9383(78)90026-5
- Thomason, Robert W. (1985), «Algebraic K-theory and étale cohomology», Annales Scientifiques de l'École Normale Supérieure, ISSN 0012-9593, Quatrième Série, 18 (3): 437–552, MR 826102, doi:10.24033/asens.1495 Erratum
- Thomason, Robert W.; Trobaugh, Thomas (1990), «Higher algebraic K-theory of schemes and of derived categories», The Grothendieck Festschrift, Vol. III, ISBN 978-0-8176-3487-2, Progr. Math., 88, Boston, MA: Birkhäuser Boston, pp. 247–435, MR 1106918, doi:10.1007/978-0-8176-4576-2_10
- Thomason, Robert W. (1991), «The local to global principle in algebraic K-theory», in:  Satake, Ichirô, Proceedings of the International Congress of Mathematicians, Vol. I (Kyoto, 1990), ISBN 978-4-431-70047-0, Tokyo: Math. Soc. Japan, pp. 381–394, MR 1159226

## References
1. ↑  Weibel, Charles A. (1996), «Robert W. Thomason (1952–1995)», Notices of the American Mathematical Society, ISSN 0002-9920, 43 (8): 860–862

- Bak, Anthony; Weibel, Charles (1997), «A tribute to Robert Wayne Thomason (1952–1995)», K-Theory, ISSN 0920-3036, 12 (1): 1–2, MR 1466621, doi:10.1023/A:1007709906247
- Snaith, Victor (1997), «Robert Wayne Thomason. 1952–1995», Algebraic K-theory (Toronto, ON, 1996), Fields Inst. Commun., 16, Providence, R.I.: American Mathematical Society, pp. ix–xiii, MR 1466969
- Weibel, Charles A. (1997), «The mathematical enterprises of Robert Thomason», American Mathematical Society. Bulletin. New Series, ISSN 0002-9904, 34 (1): 1–13, MR 1401423, doi:10.1090/S0273-0979-97-00707-6